# Frequenzgang
Der Frequenzgang ist der Zusammenhang zwischen Ein- und Ausgangssignal eines linearen zeitinvarianten Systems (LZI-System) bei einer sinusförmigen Anregung bezüglich der Amplitude und der Phase. Er ist daher eine komplexe Funktion der Frequenz.
Das Ausgangssignal hat wegen des linearen Verhaltens des Systems dieselbe Frequenz wie das Eingangssignal. Die beiden Signale unterscheiden sich jedoch in der Amplitude und in der Phase. Das Verhältnis der Amplituden von Eingangssignal und Ausgangssignal in Abhängigkeit von der Frequenz ist der Amplitudengang, bisweilen auch Betragsfrequenzgang genannt. Der Unterschied der Phase zwischen Eingangssignal und Ausgangssignal in Abhängigkeit von der Frequenz ist der Phasengang.
Der Frequenzgang kann auch aus der Fourier-Transformierten der Impulsantwort des Systems bestimmt werden.

## Allgemeines
Der Frequenzgang beschreibt den Zusammenhang zwischen sinusförmigen Schwingungen am Ein- und Ausgang eines Systems (Übertragungsgliedes) als Funktion der Frequenz f oder der Kreisfrequenz ω.
Das System hat dabei folgende Eigenschaften:
- Linearität
- Zeitinvarianz
- Stabilität (die Ausgangs-Schwingung klingt bei gleichbleibender Eingangs-Anregung nicht auf, z. B. wegen Resonanz)

Frequenzantwort eines PT1-Gliedes:
Die Ausgangsamplitude ist bei höherer Frequenz kleiner.

Bode-Diagramm:
Amplituden- und Phasen-Frequenzgang eines passiven Tiefpasses oder PT1-Gliedes

Ortskurve eines passiven Tiefpasses oder PT_{1}-Glieds

Ein solches System hat bei harmonischem Eingangssignal
{\displaystyle x(t)={\hat {x}}\sin(\omega t+\phi _{x})}
ein harmonisches Ausgangssignal:
{\displaystyle y(t)={\hat {y}}(\omega )\sin(\omega t+\phi _{y}(\omega ))\;}.
Auf Grund der Linearität wird die Kreisfrequenz {\displaystyle \omega } nicht beeinflusst. Lediglich Amplitude {\displaystyle ({\hat {x}}\rightarrow {\hat {y}})} und Phase {\displaystyle (\phi _{x}\rightarrow \phi _{y})} werden verändert.
Der Amplituden-Frequenzgang ist das Verhältnis
{\displaystyle A(\omega )={\frac {{\hat {y}}(\omega )}{\hat {x}}}}.
Der Phasen-Frequenzgang ist die Phasendifferenz
{\displaystyle \phi (\omega )=\phi _{y}(\omega )-\phi _{x}\;}.

## Graphische Darstellung

### Bode-Diagramm
Zur anschaulichen Darstellung des Frequenzgangs dient das Bode-Diagramm (siehe Abbildung). In je einem Graph ist der Amplituden-Frequenzgang und der Phasen-Frequenzgang dargestellt. Die Achsen sind mehrheitlich logarithmisch geteilt (außer der für die Phasenverschiebung), was den Gebrauch des Diagramms erleichtert. So ist zum Beispiel die Multiplikation zweier Frequenzgänge eine einfache Streckenaddition, und die Inversion eines Frequenzgangs ergibt sich durch Spiegelung an der f- oder ω-Achse im Diagramm.

### Ortskurve
Eine alternative anschauliche Darstellung des Frequenzgangs ist seine Ortskurve. Dieses Zeigerbild enthält im Gegensatz zum Bode-Diagramm beide Informationen: Die Zeigerlänge entspricht dem Amplitudenverhältnis, sein Argument φ ist die Phasenverschiebung.
Diese Ortskurve wird auch Nyquist-Diagramm genannt. Mit der Vorstellung, dass in der (komplexen) Ebene lediglich die Spitzen eingefrorener Zeiger zur Ortskurve verbunden sind, kann der Frequenzgang ohne Kenntnis der komplexen Mathematik und der mathematischen Transformationen aus dem Zeit- in den Frequenzbereich anschaulich gemacht werden.

## Fourier-Transformation
LZI-Systeme mit endlich vielen inneren Freiheitsgraden werden durch die lineare Differentialgleichung n-ter Ordnung im Zeitbereich (Zeit als Variable) beschrieben:
{\displaystyle y^{(n)}+a_{n-1}y^{(n-1)}+\ldots +a_{1}y^{(1)}+a_{0}y=b_{m}x^{(m)}+\ldots +b_{1}x^{(1)}+b_{0}x}.
Die Anwendung der Fourier-Transformation auf die Differentialgleichung führt zum Frequenzgang als Bild-Funktion in der komplexen Zahlenebene.
Frequenzgang {\displaystyle H(\mathrm {j} \omega )} ist der Quotient aus den Fouriertransformierten {\displaystyle Y(\mathrm {j} \omega )} des Ausgangs-Signals und {\displaystyle X(\mathrm {j} \omega )} des Eingangs-Signals:
{\displaystyle H(\mathrm {j} \omega )={\frac {Y(\mathrm {j} \omega )}{X(\mathrm {j} \omega )}}={\frac {b_{m}(\mathrm {j} \omega )^{m}+\ldots +b_{1}(\mathrm {j} \omega )+b_{0}}{(\mathrm {j} \omega )^{n}+a_{n-1}(\mathrm {j} \omega )^{n-1}+\ldots +a_{1}(\mathrm {j} \omega )+a_{0}}}}.
Fourier-Rücktransformierte des Frequenzganges ist die Gewichtsfunktion oder Impulsantwort:
{\displaystyle g(t)={\frac {1}{2\pi }}\int _{-\infty }^{\infty }H(\mathrm {j} \omega )e^{\mathrm {j} \omega t}\mathrm {d} \omega }.
Schreibweisen des Frequenzgangs:
- mit Real- und Imaginärteil

{\displaystyle H(\mathrm {j} \omega )=\operatorname {Re} H(\mathrm {j} \omega )+\mathrm {j} \,\operatorname {Im} H(\mathrm {j} \omega )} .
- mit Betrag und Phase

{\displaystyle H(\mathrm {j} \omega )=\left|H(\mathrm {j} \omega )\right|e^{\mathrm {j} \varphi (\mathrm {j} \omega )}}.
{\displaystyle \left|H(\mathrm {j} \omega )\right|={\sqrt {(\operatorname {Re} H(\mathrm {j} \omega ))^{2}+(\operatorname {Im} H(\mathrm {j} \omega ))^{2}}}}     Betrag
{\displaystyle \varphi (\mathrm {j} \omega )=\arctan \left({\frac {\operatorname {Im} H(\mathrm {j} \omega )}{\operatorname {Re} H(\mathrm {j} \omega )}}\right)}     Phase

## Zusammenhang mit der Übertragungsfunktion
siehe Hauptartikel: Übertragungsfunktion
Mit {\displaystyle \sigma =0} in {\displaystyle s=\sigma +j\omega } geht die Laplace-Übertragungsfunktion {\displaystyle F(s)} in den Frequenzgang {\displaystyle F(\omega )} über.
Der Frequenzgang beschreibt daher keine Übergangsvorgänge (Einschwingvorgänge durch Zeitkonstanten). Und er ist auch nicht geeignet zur Beschreibung von instabilen aufklingenden Systemen.
Die Laplace-Übertragungsfunktion ist in diesen Aspekten durch den zusätzlichen Parameter {\displaystyle \sigma } allgemeiner.

## Experimentelle Bestimmung
Die Bedeutung des Frequenzgangs für LZI-Systeme beruht auf der Einfachheit seiner experimentellen Gewinnung. Dazu wird das System mit einem Signalgenerator mit verschiedenen Frequenzen angeregt und die Systemantwort gemessen. 
Bei Systemen mit einem schnellen Einschwingverhalten nach einer (kleinen) Frequenzänderung kann die Messung mittels eines Wobbelgenerators erfolgen, wie zum Beispiel in der Nachrichtentechnik. Der Wobbelgenerator ist ein spezieller Signalgenerator, der seine Ausgangs-Frequenz kontinuierlich ändert. 

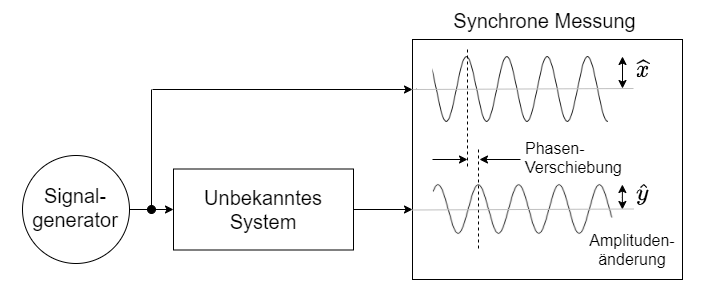
Frequenzgang-Bestimmung mit Signalgenerator und zeitsynchroner Messung

Falls jedoch nach jeder Frequenzanregung zunächst eine gewisse Zeit abgewartet werden muss, bis sich die Amplitude der Systemantwort nicht mehr ändert, dann ist der Prozess mit Hilfe eines Signalgenerators zeitaufwendiger.
In diesem Fall ist es einfacher das System mit allen interessierenden Frequenzen gleichzeitig anzuregen und den Frequenzgang beispielsweise über die Messung der Impulsantwort zu bestimmen. 
In jedem Fall benötigt die experimentelle Frequenzgang-Bestimmung eine zeitsynchrone Messung des Eingangssignals {\displaystyle x} und des Ausgangssignal {\displaystyle y} des Systems.

## Wortbedeutung im weiteren Sinn
In einem allgemeineren Sinn kann mit „Frequenzgang“ auch eine andere frequenzabhängige Eigenschaft eines physikalischen Systems gemeint sein, wie zum Beispiel die Leistungsaufnahme, die Temperatur oder die Strahlungsleistung als Funktion der Frequenz. Gebräuchlicher als z. B. „Frequenzgang einer Leistung“ ist allerdings die Ausdrucksweise „Frequenzabhängigkeit einer Leistung“. Einer Quelle zufolge bezeichnet „Frequenzgang“ im Sprachgebrauch der Regelungstechniker auch das bekannte Frequenzspektrum von speziellen nichtperiodischen Anregungssignalen.